# Stuart Holmes

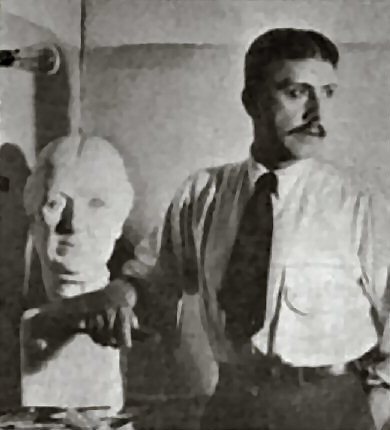
Stuart Holmes in der Zeitschrift Motion Picture News (1919)

Stuart Holmes (* 10. März 1884 in Chicago als Joseph Liebchen; † 29. Dezember 1971 in Los Angeles) war ein US-amerikanischer Schauspieler.

## Laufbahn
Holmes, als dessen Geburtsort z. T. auch das niederschlesische Schweidnitz genannt wird, gab sein Filmdebüt 1909 in The Way Of The Cross unter der Regie von James Stuart Blackton. Zwei Jahre später zog er nach Los Angeles und war 1914 in Life's Shop Window, dem ersten Spielfilm der Fox Film Corporation, zu sehen. In der Folgezeit entwickelte er sich zum gefragten Spezialisten für Filmbösewichte. Für die Rolle in Josef von Sternbergs Regiedebüt Die Heilsjäger (1925) erhielt der dunkelhaarige Mime eine Gage von 100 US-Dollar für einen Tag am Dreh.
Mit dem Aufkommen des Tonfilms wechselte Holmes zu Metro-Goldwyn-Mayer und wandelte sich zunehmend zum Charakterdarsteller. Mitte der 1930er Jahre erhielt er ein Engagement bei Warner Bros. Entertainment, gab jedoch meist nur noch kleine Nebenrollen, die nicht in den Credits genannt wurden. Zu seinen Filmen in dieser Zeit gehören bekannte Werke wie Yankee Doodle Dandy (1942), Die besten Jahre unseres Lebens (1946), Blondinen bevorzugt (1953), Julius Caesar (1953), Giganten (1956), Der unsichtbare Dritte (1959), Der Mann, der Liberty Valance erschoß (1962) und Mary Poppins (1964), aber auch Fernsehserien wie Superman – Retter in der Not (1952), Bonanza, die Jack-Benny-Show (beide 1963), Amos Burke und Gauner gegen Gauner (beide 1964).
Holmes war in über 500 Produktionen zu sehen und bediente nahezu alle während seiner Laufbahn bekannten Genres. Er stellte u. a. historische Persönlichkeiten wie Ludwig XV. und Ludwig XVI., Eduard VII. und US-Präsident Grover Cleveland dar und spielte unter bekannten Regisseuren wie Michael Curtiz, William Wyler, Paul Leni, Elia Kazan und William Keighley. Seinen Abschied gab er 1964 mit dem Drama Ein Mann kam nach New York.

## Privates
Stuart Holmes war mit Blanche Maynard (1892–1965) verheiratet. Neben seiner schauspielerischen Tätigkeit trat er auch als Bildhauer und Maler in Erscheinung.
Holmes starb Ende 1971 im Alter von 87 Jahren und wurde neben seiner Frau auf dem Saint Francis Cemetery in Phoenix beigesetzt.

## Filmografie (Auswahl)
- 1911: Monte Cristo (Kurzfilm)
- 1912: Oliver Twist
- 1914: Life's Shop Window
- 1921: Die vier Reiter der Apokalypse (The Four Horsemen Of The Apocalypse)
- 1922: Der Gefangene von Zenda (The Prisoner Of Zenda)
- 1924: Liebesurlaub einer Königin (Three Weeks)
- 1924: Tess of the D'Urbervilles
- 1925: Die Heilsjäger (The Salvation Hunters)
- 1926: Die Königin der Riviera (Good and Naughty)
- 1926: Glanz und Elend in Hollywood (Broken Hearts of Hollywood)
- 1927: Das Galeerenschiff (When a Man Loves)
- 1927: Laurel und Hardy: Leichte Beute (Duck Soup) (Kurzfilm)
- 1928: Der Mann, der lacht (The Man Who Laughs)
- 1934: Die Schöne der neunziger Jahre (Belle of the Nineties)
- 1936: Wem gehört die Stadt? (Bullets Or Ballots)
- 1936: Kain und Mabel (Cain And Mabel)
- 1936: The Case of the Velvet Claws
- 1937: Kid Galahad – Mit harten Fäusten (Kid Galahad)
- 1938: Swing Your Lady
- 1938: Jezebel – Die boshafte Lady (Jezebel)
- 1938: Drei Schwestern aus Montana (The Sisters)
- 1938: Swingtime in the Movies (Kurzfilm)
- 1938: Schule des Verbrechens (Crime School)
- 1939: Die Teufelsinsel (Devil's Island)
- 1939: Oklahoma Kid (The Oklahoma Kid)
- 1939: Zum Verbrecher verurteilt (They Made Me a Criminal)
- 1939: Opfer einer großen Liebe (Dark Victory)
- 1939: Ich war ein Spion der Nazis (Confessions Of A Nazi Spy)
- 1939: Todesangst bei jeder Dämmerung (Each Dawn I Die)
- 1939: Die alte Jungfer (The Old Maid)
- 1939: Die wilden Zwanziger (The Roaring Twenties)
- 1940: Paul Ehrlich – Ein Leben für die Forschung (Dr. Ehrlich's Magic Bullet)
- 1940: Der Herr der sieben Meere (The Sea Hawk)
- 1940: Ein Mann mit Phantasie (A Dispatch from Reuters)
- 1940: Das Ultimatum für Bohrturm L 9 (Flowing Gold)
- 1940: Keine Zeit für Komödie (No Time For Comedy)
- 1941: Hier ist John Doe (Meet John Doe)
- 1941: Der Herzensbrecher (Affectionately Yours)
- 1941: Herzen in Flammen (Manpower)
- 1942: Helden der Lüfte (Captains Of The Clouds)
- 1942: Yankee Doodle Dandy
- 1942: Unser trautes Heim (George Washington Slept Here)
- 1943: Einsatz im Nordatlantik (Action In The North Atlantic)
- 1943: Liebeslied der Wüste (The Desert Song)
- 1944: Scotland Yard greift ein (The Lodger)
- 1944: Zeuge gesucht (Phantom Lady)
- 1944: Main Street Today (Kurzfilm)
- 1944: The Hitler Gang
- 1944: Die Abenteuer Mark Twains (The Adventures Of Mark Twain)
- 1944: Das Leben der Mrs. Skeffington (Mr. Skeffington)
- 1944: Das Lied des goldenen Westens (Can’t Help Singing)
- 1945: Polonaise (A Song To Remember)
- 1945: Das Bildnis des Dorian Gray (The Picture Of Dorian Gray)
- 1945: Flitterwochen zu dritt (Thrill Of A Romance)
- 1945: Die Dame im Zug (Lady On A Train)
- 1945: Spiel mit dem Schicksal (Saratoga Trunk)
- 1946: Juwelenraub (Terror By Night)
- 1946: Gilda
- 1946: Bis die Wolken vorüberzieh’n (Till the Clouds Roll By)
- 1946: Die besten Jahre unseres Lebens (The Best Years Of Our Lives)
- 1946: Endlos ist die Prärie (The Sea Of Grass)
- 1946: Ich sing’ mich in dein Herz hinein (Because of Him)
- 1947: Die Farmerstochter (The Farmer’s Daughter)
- 1947: Ein Gespenst auf Freiersfüßen (The Ghost And Mrs. Muir)
- 1947: Pauline, laß das Küssen sein (The Perils Of Pauline)
- 1947: Goldene Ohrringe (Golden Earrings)
- 1947: Clara Schumanns große Liebe (Song Of Love)
- 1947: Hyänen der Prärie (Wyoming)
- 1947: Die Privataffären des Bel Ami (The Private Affairs of Bel Ami)
- 1947: Eine brennende Liebe (The Other Love)
- 1947: Killer McCoy
- 1947: Black Gold
- 1948: Spiel mit dem Tode (The Big Clock)
- 1948: Der Herr der Silberminen (Silver River)
- 1948: Zaubernächte in Rio (Romance On The High Seas)
- 1948: Osterspaziergang (Easter Parade)
- 1948: Johanna von Orleans (Joan Of Arc)
- 1948: Ohne Erbarmen (Ruthless)
- 1949: Ein Brief an drei Frauen (A Letter to Three Wives)
- 1949: Madame Bovary und ihre Liebhaber (Madame Bovary)
- 1949: Der Agent aus der Hölle (Alias Nick Beal)
- 1950: Blutrache in New York (Black Hand)
- 1950: Vater der Braut (Father Of The Bride)
- 1950: Von Katzen und Katern (The Big Hangover)
- 1950: Der Baron von Arizona (The Baron of Arizona)
- 1950: Rakete Mond startet (Rocketship X M)
- 1950: Die Farm der Besessenen (The Furies)
- 1950: Flammendes Tal (Copper Canyon)
- 1951: Die Ehrgeizige (Payment On Demand)
- 1951: Der große Caruso (The Great Caruso)
- 1951: Der Gauner und die Lady (The Law And The Lady)
- 1951: Ein Satansweib (His Kind Of Woman)
- 1951: Der jüngste Tag (When Worlds Collide)
- 1951: Rommel, der Wüstenfuchs (The Desert Fox: The Story Of Rommel)
- 1951: Die Piratenkönigin (Anne of the Indies)
- 1951: Zu jung zum Küssen (Too Young to Kiss)
- 1952: Zu allem entschlossen (Meet Danny Wilson)
- 1952: Du sollst mein Glücksstern sein (Singin’ In The Rain)
- 1952: Rampenlicht (Limelight)
- 1952: Nur für Dich (Just for You)
- 1952: Stadt der Illusionen (The Bad And The Beautiful)
- 1952: Frau in Weiß (The Girl in White)
- 1953: Madame macht Geschichte(n) (Call Me Madam)
- 1953: Julius Caesar
- 1953: Eine Leiche auf Rezept (Remains to bei Seen)
- 1953: Blondinen bevorzugt (Gentlemen Prefer Blondes)
- 1953: Vorhang auf! (The Band Wagon)
- 1953: Terror der Gesetzlosen (Ride, Vaquero!)
- 1953: Der unheimliche Untermieter (Man in the Attic)
- 1954: Symphonie des Herzens (Rhapsody)
- 1954: Ein neuer Stern am Himmel (A Star Is Born)
- 1955: Der Seefuchs (The Sea Chase)
- 1955: … und nicht als ein Fremder (Not As A Stranger)
- 1955: Vorwiegend heiter (It's Always Fair Weather)
- 1955: Verdammt zum Schweigen (The Court-Martial Of Billy Mitchell)
- 1956: Die oberen Zehntausend (High Society)
- 1956: Die Macht und ihr Preis (The Power And The Prize)
- 1956: Giganten (Giant)
- 1956: In 80 Tagen um die Welt (Around The World In Eighty Days)
- 1956: Dem Adler gleich (The Wings Of Eagles)
- 1957: Warum hab’ ich ja gesagt? (Designing Woman)
- 1958: Das letzte Hurra (The Last Hurrah)
- 1958: Das Mädchen aus der Unterwelt (Party Girl)
- 1958: Laßt mich leben (I Want To Live!)
- 1958: 77 Sunset Strip (Episode: All Our Yesterdays) (Fernsehserie)
- 1958: König der Freibeuter (The Buccaneer)
- 1958: Verdammt sind sie alle (Some Came Running)
- 1959: Dezernat M (Episode: The Third Shadow) (M Squad (Episode: The Third Shadow)) (Fernsehserie)
- 1959: Der Henker (The Hangman)
- 1959: Al Capone
- 1959: Der Mann aus Philadelphia (The Young Philadelphians)
- 1959: Der letzte Befehl (The Horse Soldiers)
- 1959: Der unsichtbare Dritte (North By Northwest)
- 1959: Der blaue Engel (The Blue Angel)
- 1959: Die Krone des Lebens (Beloved Infidel)
- 1960: Meisterschaft im Seitensprung (Please Don’t Eat the Daisies)
- 1960: Zwei in einem Zimmer (The Rat Race)
- 1960: Versunkene Welt (The Lost World)
- 1960/61: Peter Gunn (Episoden: The Crossbow und The Royal Roust)
- 1961: Geh nackt in die Welt (Go Naked In The World)
- 1961: Geständnis einer Sünderin (Sanctuary)
- 1961: Twilight Zone (Episode: Die Wette) (Twilight Zone (Episode: The Silence)) (Fernsehserie)
- 1961: Der Bürotrottel (The Errand Boy)
- 1961: Die unteren Zehntausend (Pocketful Of Miracles)
- 1962: Die vier apokalyptischen Reiter (The 4 Horsemen Of The Apocalypse)
- 1962: Der Mann, der Liberty Valance erschoß (The Man Who Shot Liberty Valance)
- 1962: Der Herrscher von Cornwall (Jack The Giant Killer)
- 1963: Bonanza (Episode: Tod beim Barbier) (Bonanza (Episode: The Last Haircut)) (Fernsehserie)
- 1963: Tu das nicht, Angelika (Critic’s Choice)
- 1963: Tagebuch eines Mörders (Diary Of A Madman)
- 1963: Der verrückte Professor (The Nutty Professor)
- 1964: Sieben Tage im Mai (Seven Days in May)
- 1964: Mr. Ed (Mister Ed (Episode: Moko)) (Fernsehserie)
- 1964: Mary Poppins
- 1964: Gauner gegen Gauner (The Rogues (Episode: The Stefanini Dowry)) (Fernsehserie)
- 1964: Ein Mann kam nach New York (Youngblood Hawke)